# Atacamové
Atacamové, španělsky atacameños (v Chile) nebo atacamas (v Argentině), též apatamas, alpatamas, kunzas, Likan-Antai, Likanantai nebo Lickanantai v jazyce kunza (tento izolovaný jazyk zanikl ve 20. století), jsou etnická skupina původních obyvatel jihoamerického kontinentu. Jméno etnika likanantai v jazyce kunza (název jazyka pochází z výrazu ckunza, tj. "naše")  znamenalo "obyvatelé území".

## Území

### Charakteristika osídlení
Jak napovídá cizojazyčné označování uvedeného etnika, domovem této skupiny obyvatel Jižní Ameriky je poušť Atacama v Andách. Tito lidé od pradávna obývali oázy, údolí a soutěsky v oblasti Salar de Atacama a v povodí řeky Loa v regionu Antofagasta v Chile, menší populace jsou též v oblasti Puna na severozápadě Argentiny a v jihozápadní hornaté oblasti Bolívie.

Územní příslušnost jednotlivých etnik v Chile

Různé zdroje se při uvádění počtu příslušníků tohoto etnika poněkud rozcházejí. Dle závěrečných výsledků sčítání obyvatelstva Chile v roce 2002 náležel Atacamům zhruba tříprocentní podíl z celkového počtu příslušníků jednotlivých etnik na území Chilské republiky. Jiný zdroj uvádí, že na území Chile bylo na počátku 21. století evidováno zhruba 21 000 obyvatel, přináležejících k atacameños. Mezi jednotlivými komunitami Atacamů existují určité kulturní rozdíly.

### Přírodní a klimatické podmínky
Klima je v této oblasti naprosto extrémní, s minimem srážek a velkými teplotními rozdíly mezi dnem a nocí. Zdrojem vody jsou řeky Loa, Salado a Vilama a některé místní louky a mokřady. Vegetace má vysokohorský charakter, z živočichů se zde vyskytují například lišky, pásovci, lamy guanaco a vikuně, viskači z čeledi činčilovitých, kondoři, plameňáci a husy.

## Historie
První obyvatelé přišli do oblasti pouště Atacama na konci poslední doby ledové, tj. kolem 10 000 let před n. l., kdy v této krajině existovala velká jezera a mohutné řeky.

### Způsob života
V nejstarším období byli Atacamové kočujícími lovci, následujícími stáda zvěře. Používali kamenné a obsidiánové nástroje. V té době jim jako útočiště sloužily jeskyně a skalní převisy. Později se tito obyvatelé pouště začali věnovat i zemědělské činnosti a v období kolem 2000 – 1000 př. n. l. postupně přešli k usedlému způsobu života. Hlavním zdrojem obživy se stal chov lam a pěstování kukuřice.

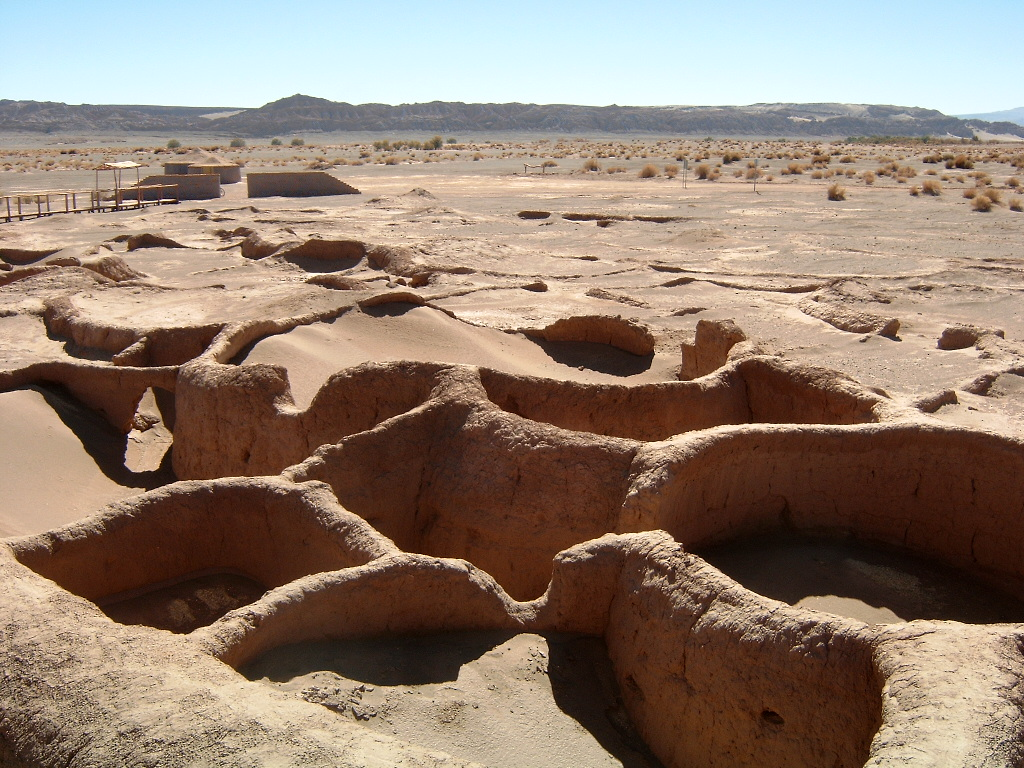
Pozůstatky obce Tulor z předkolumbovského období

Atacamové v té době již pro svou potřebu vyráběli textil a keramické předměty. Keramika byla zpočátku zdobena antropomorfními motivy, pozdější tzv. černá keramika se vyznačovala geometrickými vzory. Sůl a potřebné kovy získávali Atacamové z místních zdrojů – sůl na pláni Salar de Atacama v Chile, měď v severochilské lokalitě Chuquicamata a zlato v dolech ve stratovulkanickém komplexu Incahuasi, který se nachází na hranicích mezi Chile a Argentinou. Vesnice, budované těmito atacamskými zemědělci, tvořila zděná kruhová obydlí s kónickými střechami, jak to například dokládají pozůstatky někdejší obce Tulor necelých 8 km jihovýchodně od San Pedro de Atacama v chilském regionu Antofagasta. Tato obec (tzv. aillu) zde existovala zhruba od roku 800 př. n. l. Později kolem r. 900 n. l. atacamské obyvatelstvo vybudovalo poblíž opevněné město Quitor. V soutěsce Quebrada de Jere jižně od San Pedra de Atacama, kudy v historických dobách procházela významná karavanní stezka, se dochovaly petroglyfy původních obyvatel. Jinými historickými lokalitami jsou Lasana (Pukará de Lasana – Pevnost Lasana) v chilské provincii Calama, Chiu Chiu, Calama, San Pedro de Atacama, Toconao, Peine, Tilomonte a další. Předpokládá se, že původním obyvatelům Atacamy náleželo i město Tastil v provincii Salta na severu Argentiny, které bylo po vpádu Inků v 15. století opuštěno.

### Náboženství
Atacamové věřili v různá božstva. Součástí duchovního života Atacamů bylo uctívání významných hor, považovaných za posvátná sídla bohů. Takovou horou byl například Licancabur, téměř 6000 metrů vysoký stratovulkán na hranicích Chile a Bolívie. K těmto horám se obyvatelé Atacamy obraceli jako k symbolům, zaručujícím dobrou úrodu, bohatství, zdraví a prosperitu. Atacamové věřili v život po smrti a své zesnulé vybavovali různými předměty na dalekou pouť. V období let 400 – 1100 n. l. do života a náboženství Atacamů vlivem obchodních kontaktů s jinými územími pronikla kultura Tiwanaku i s průvodními znaky. V 15. století dobyl vlast Atacamů incký vláce Tupay Yupanqui a kolem roku 1450 ovládla území původních obyvatel Atacamy Incká říše. To se projevilo příklonem místního obyvatelstva k uctívání Slunce a také k užívání některých halucinogenních drog. K prvním střetnutím původních obyvatel se španělskými conquistadory došlo v roce 1536. Pod španělským vlivem se původní obyvatelé postupně přiklonili ke katolictví.